# Chrysochlamys chrisharonii
Chrysochlamys chrisharonii är en tvåhjärtbladig växtart som beskrevs av Vásquez och R.Rojas. Chrysochlamys chrisharonii ingår i släktet Chrysochlamys och familjen Clusiaceae. Inga underarter finns listade i Catalogue of Life.